# Astrid-Lindgren-Preis (FIT)
Der Astrid-Lindgren-Preis der Fédération Internationale des Traducteurs ist ein internationaler Übersetzerpreis für Übersetzer von Kinder- und Jugendliteratur. Der Preis wird seit 1981 alle drei Jahre verliehen.

## Preisträger
- 1981 – Åke Holmberg
- 1984 – Patricia Crampton
- 1987 – Liselotte Remané
- 1990 – Lyudmïla Braude und Anthea Bell
- 1993 – Jo Tenfjord
- 1996 – Senta Kapoun
- 1999 – Gunnel Malmstrøm
- 2002 – Jaana Kapari
- 2005 – Wolf Harranth
- 2008 – Torstein Bugge Høverstad
- 2011 – Kaisa Kattelus
- 2014 – Julia Lydia Calzadilla Núñez
- 2017 – Francesca Novajra
- 2022 – Carlos Mayor